# Trichopolia suspicionis
Trichopolia suspicionis är en fjärilsart som beskrevs av Barnes och Benjamin 1925. Trichopolia suspicionis ingår i släktet Trichopolia och familjen nattflyn. Inga underarter finns listade i Catalogue of Life.